# Saint-Baudille-et-Pipet
Saint-Baudille-et-Pipet is een gemeente in het Franse departement Isère (regio Auvergne-Rhône-Alpes) en telt 244 inwoners (2004). De plaats maakt deel uit van het arrondissement Grenoble.

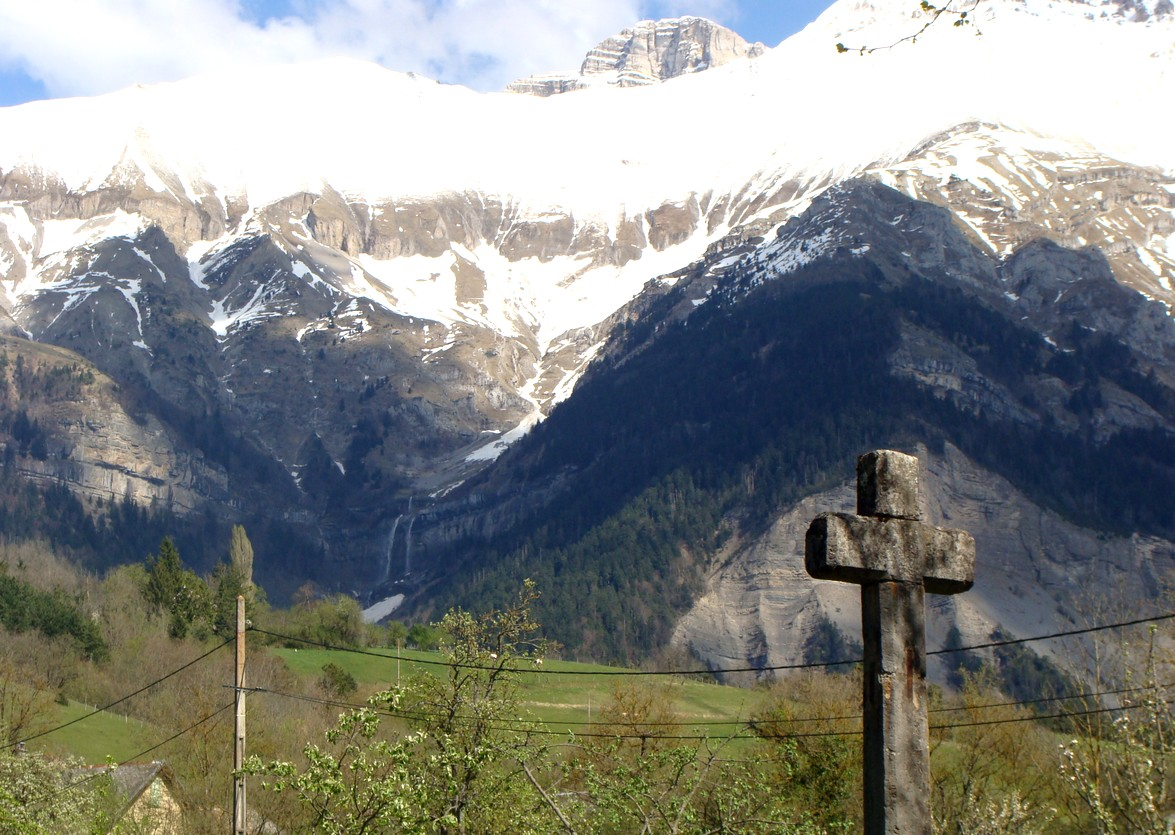
Omgeving van Saint-Baudille-et-Pipet
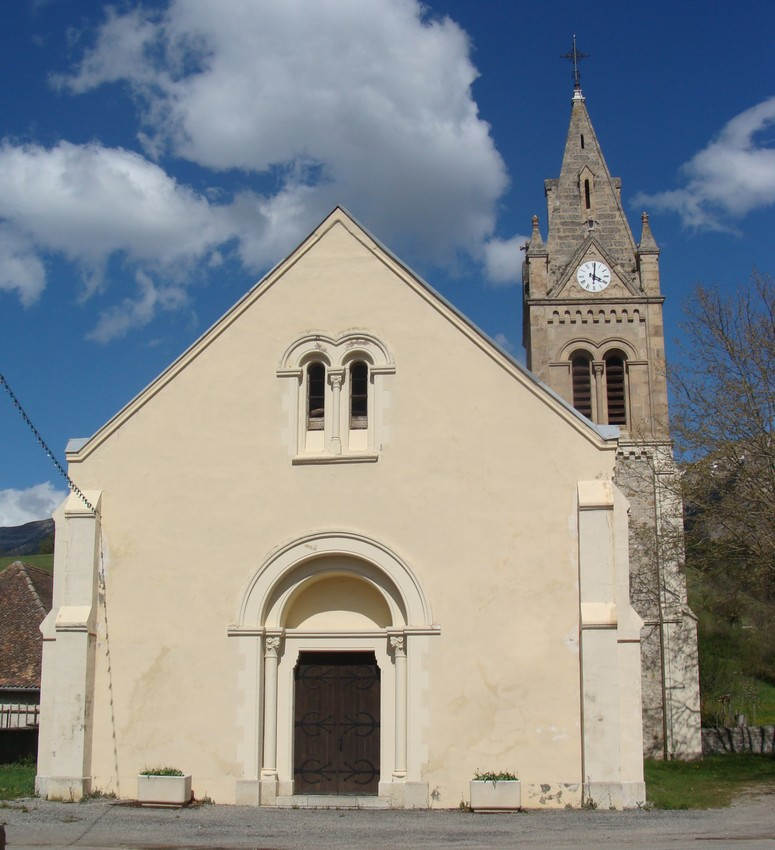
Kerk
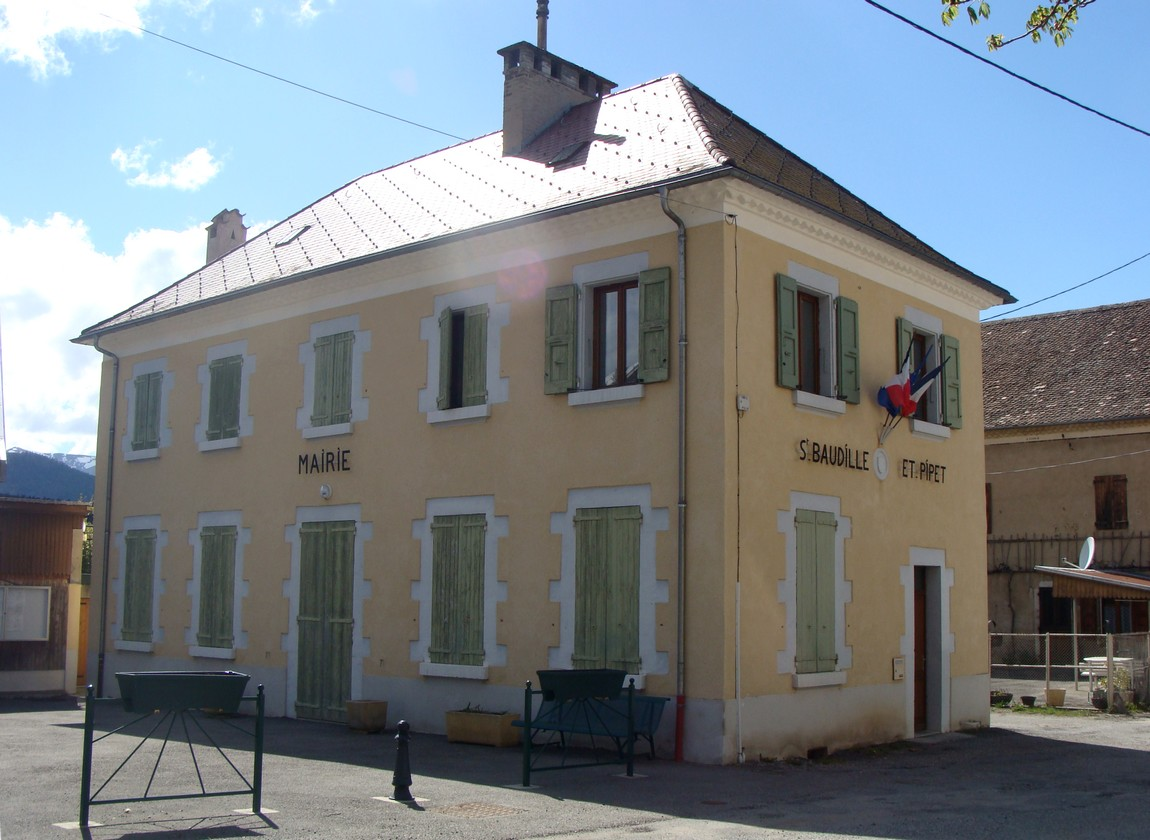
Gemeentehuis

## Geografie
De oppervlakte van Saint-Baudille-et-Pipet bedraagt 35,8 km², de bevolkingsdichtheid is 6,8 inwoners per km².
De onderstaande kaart toont de ligging van Saint-Baudille-et-Pipet met de belangrijkste infrastructuur en aangrenzende gemeenten.

## Demografie
Onderstaande figuur toont het verloop van het inwonertal (bron: INSEE-tellingen).